# Wolf Goldan
Wolf Goldan, eigentlich Rolf Guldner, (* 29. Dezember 1944; † 10. Mai 1986) war ein deutscher Schauspieler und Synchronsprecher.

## Leben und Karriere
Als Schauspieler war Goldan unter anderem in dem Film Jeder stirbt für sich allein sowie in den Fernsehserien Derrick und Monaco Franze zu sehen. Als Synchronsprecher lieh Goldan in den Film Vier Teufelskerle Renato Rossini als Lieutenant Younger seine Stimme. Zudem war er als Bär in Wunderbare Reise des kleinen Nils Holgersson mit den Wildgänsen zu hören. Auch für Hörspiele war Goldan aktiv.
1975 erschien auch eine von Goldan eingespielte Single mit den Titeln Fahr langsam, Darling und Wir.
Am 10. Mai 1986 starb Wolf Goldan im Alter von 41 Jahren.

## Filmografie
- 1974: Dschungelmädchen für zwei Halunken
- 1974: Wetterleuchten über dem Zillertal
- 1974: Loriots Telecabinet
- 1975: Zwei Teufelskerle auf dem Weg ins Kloster
- 1976: Jeder stirbt für sich allein
- 1977: Griechische Feigen
- 1977: Liebesgrüße aus der Lederhose, 5. Teil: Die Bruchpiloten vom Königssee
- 1977: Derrick: Hals in der Schlinge (TV)
- 1977: Slavers – Die Sklavenjäger
- 1978: Moritz, lieber Moritz
- 1978: Hurra, die Schwedinnen sind da
- 1978: Die Bruchpiloten vom Königssee
- 1978: Melody in Love
- 1978: Son of Hitler
- 1979: Götz von Berlichingen mit der eisernen Hand
- 1979: Nackt und heiß auf Mykonos
- 1979: Die Protokolle des Herrn M.: Ein Toter fährt nach München (TV-Serie)
- 1982: Piratensender Powerplay
- 1983: Monaco Franze (TV)
- 1986: Derrick: An einem Montagmorgen (TV)

## Synchronrollen (Auswahl)

### Filme
- 1969: Arnold Schwarzenegger in Hercules in New York  als Hercules
- 1973: Paul L. Smith in „Bull Buster – Das Schlitzohr räumt auf“  als Shmiel
- 1973: Renato Rossini in Vier Teufelskerle als Lieutnant Younger
- 1980: Claudio Undari in „Die Bestie aus dem Weltraum“ als Onaf
- 1982: Miguel Ángel Fuentes in Fitzcarraldo als Cholo
- 1984: Henry Silva in „Die Rache des Paten“ als Tony Aniante
- 1984: Lee Majors in Starflight One – Irrflug ins Weltall als Capt. Cody Briggs
- 1985: Nello Pazzafini in  Killer adios als Jack Bradshaw
- 1985: Claus Parge in Macho Man als Boxtrainer
- 1985: Charles Hallahan in Pale Rider – Der namenlose Reiter als McGill
- 1985: James Earl Jones in „Das Monster aus der Tiefe“ als Frye
- 1985: Barry Corbin in „Amanda lässt die Puppen tanzen“ als Wimbish
- 1985: Luciano Catenacci in „The Opium Connection“ als Tony